# 울레볼 스타디온
울레볼 스타디온(노르웨이어: Ullevaal Stadion)은 노르웨이 오슬로에 위치한 경기장이다. 볼레렌가 IF와 노르웨이 축구 국가대표팀의 홈 구장으로 사용되고 있다.
1924년 공사비 100,000 노르웨이 크로네를 들여 착공했으며 1926년 9월 26일에 개장했다. 1980년대에 지금과 같은 경기장의 모습을 띠게 되었고 현재는 25,000명을 수용할 수 있다. 1987년과 1997년 UEFA 유럽 여자 축구 선수권 대회 결승전 경기가 열린 곳이기도 하다.

## 기록

### 1938년 FIFA 월드컵 유럽 지역 예선
| 날짜             | 팀 1     | 스코어 | 팀 2     | 라운드 |
| ---------------- | -------- | ------ | -------- | ------ |
| 1937년 10월 10일 | 노르웨이 | 3 - 2  | 아일랜드 | 2조    |

### 2002년 FIFA 월드컵 유럽 지역 예선
| 날짜             | 팀 1     | 스코어 | 팀 2       | 라운드 |
| ---------------- | -------- | ------ | ---------- | ------ |
| 2000년 9월 2일   | 노르웨이 | 0 - 0  | 아르메니아 | 5조    |
| 2000년 10월 11일 | 노르웨이 | 0 - 1  | 우크라이나 | 5조    |
| 2001년 3월 24일  | 노르웨이 | 2 - 3  | 폴란드     | 5조    |
| 2001년 6월 6일   | 노르웨이 | 1 - 1  | 벨라루스   | 5조    |
| 2001년 9월 5일   | 노르웨이 | 3 - 2  | 웨일스     | 5조    |